# Final de Ascenso 2000-01
La Final de Ascenso 2000-01 fue una llave de definición en la cual se enfrentó el campeón del Torneo Invierno 2000: Aguascalientes, contra el campeón del Torneo Verano 2001: La Piedad, disputándose en partidos de ida y vuelta, para determinar al equipo que ascendería a la Primera División.

## Sistema de competición
Disputarán el ascenso a la Primera División los campeones de los Torneos Invierno 2000 y Verano 2001. El Club con mayor número de puntos en la Tabla General de Clasificación de la Temporada 2000-2001, (tabla que suma los puntos obtenidos por los Clubes participantes durante ambos Torneos) y tomando en cuenta los criterios de desempate establecidos en el reglamento de competencia, será el que juegue como local el partido de vuelta, eligiendo el horario del mismo.
El Club vencedor de la Final de Ascenso a la Primera División será aquel que en los dos partidos anote el mayor número de goles, criterio conocido como marcador global. Si al término del tiempo reglamentario el partido está empatado, se agregarán dos tiempos extras de 15 minutos cada uno. De persistir el empate en estos periodos, se procederá a lanzar tiros penales, hasta que resulte un vencedor.
Si el Club vencedor es el mismo en los dos Torneos, se producirá el ascenso automáticamente.

## Información de los equipos
| Equipo         | Entrenador         | Estadio       | Ciudad                         | Capacidad |
| -------------- | ------------------ | ------------- | ------------------------------ | --------- |
| La Piedad      | Carlos Bracamontes | Juan N. López | La Piedad, Michoacán           | 17 000    |
| Aguascalientes | Antonio Ascencio   | Municipal     | Aguascalientes, Aguascalientes | 10 000    |

## Partidos

### La Piedad-Aguascalientes
| 31 de mayo de 2001, 15:00 | Aguascalientes | 1:0 (1:0) | La Piedad | Estadio Municipal, Aguascalientes, Aguascalientes            |                                                              |
|                           | Giménez 14'    |           |           | Asistencia: 10 200 espectadores Árbitro(s): Germán Arredondo | Asistencia: 10 200 espectadores Árbitro(s): Germán Arredondo |

| 3 de junio de 2001, 12:00                   | La Piedad                                | 4:1 (2:1) | Aguascalientes | Estadio Juan N. López, La Piedad, Michoacán                        |                                                                    |
|                                             | Peña 29' · Rossello 32' 46' · Patiño 67' |           | Giménez 30'    | Asistencia: 16 550 espectadores Árbitro(s): Gilberto Alcalá Pineda | Asistencia: 16 550 espectadores Árbitro(s): Gilberto Alcalá Pineda |
| La Piedad Campeón de Ascenso 2000-01 (4:2). |                                          |           |                |                                                                    |                                                                    |

| Campeón de Ascenso 2000-01     |
| ------------------------------ |
|                                |
| La Piedad                      |
| 1° Título                      |
| Asciende a la Primera División |